# Cupressaceae

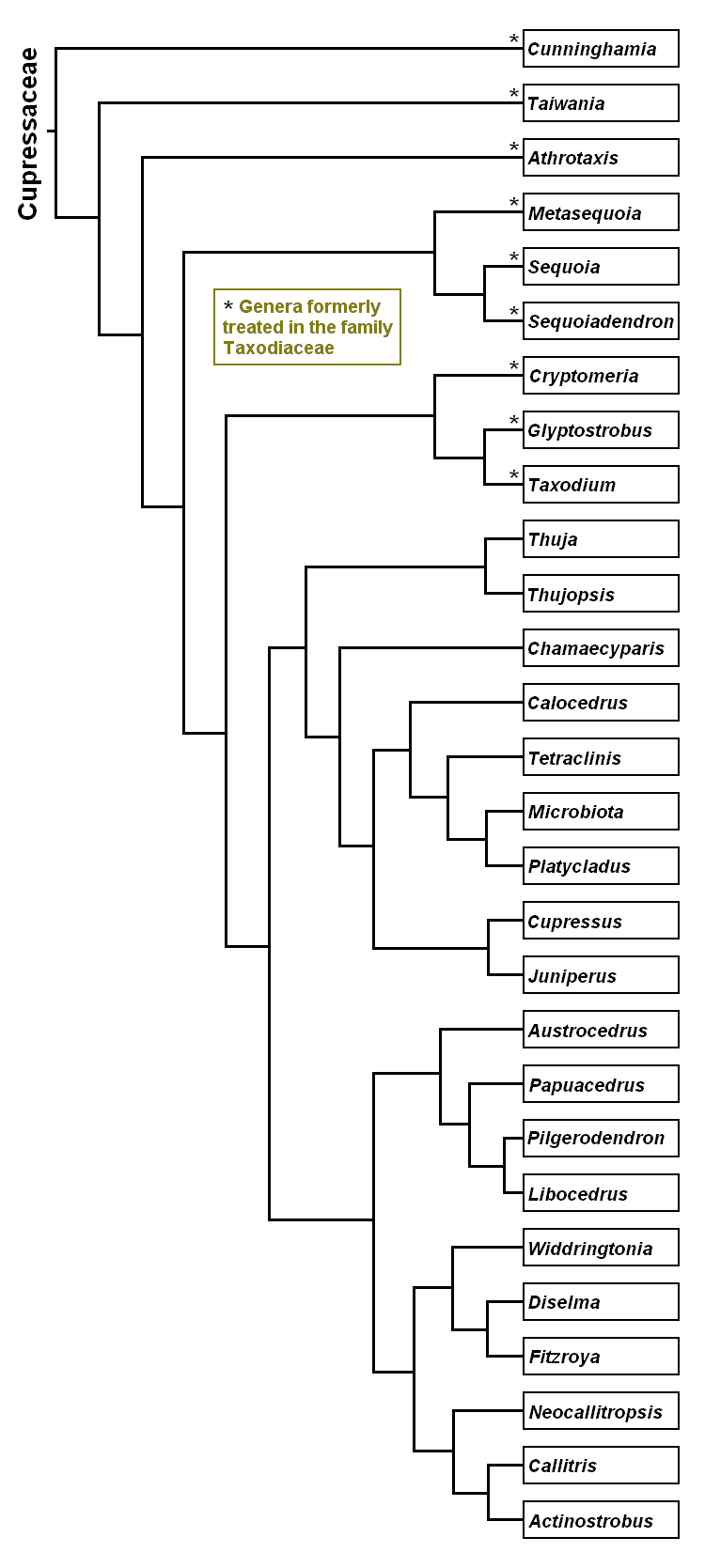
Filogenia de la familia Cupressaceae

Las cupresáceas (nombre científico Cupressaceae) son una familia de coníferas del orden Cupressales. Son árboles o arbustos con madera y follaje muchas veces aromáticos, con hojas como escamas fuertemente apretadas desde 1 mm a 3 cm de largo. Es una familia cosmopolita de climas cálidos a templado-frescos. Son muy utilizadas por su madera, su fragancia, y como ornamentales.

## Descripción
Introducción teórica en Terminología descriptiva de las plantas
Árboles o arbustos, madera y follaje muchas veces aromáticos. La corteza de los troncos muchas veces fibrosa, desprendiéndose en largas cintas en los árboles maduros, o formando bloques. Hojas persistentes (caducas en 3 géneros), simples, de disposición espiralada o torcidas en la base pareciendo de disposición dística, opuestas, o verticiladas, como escamas, densamente apretadas y tan cortas como de 1 mm a lineales y hasta 3 cm de largo, con canales de resina, que se desprenden con las ramas laterales, hojas adultas apretadas o esparcidas, a veces esparcidas y lineales en las ramas principales y como escamas y apretadas en las ramas laterales, hojas como escamas muchas veces dimórficas, las hojas laterales aquilladas y dobladas alrededor de la rama y las hojas de la punta y la base de la rama planas. Monoicos o Dioicos (Juniperus, "
Austrocedrus y Fitzroya son dioicos). Estróbilos microsporangiados con microsporofilos dispuestos en espiral u opuestos, microsporangios 2 a 10 en la superficie abaxial del microsporofilo, polen sin "sacca". Conos que maduran en 1 a 3 años, escamas peltadas o basalmente adjuntadas y aplanadas, jugosas en Juniperus, fusionadas a las brácteas, persistentes (caducas en Taxodium), óvulos de 1 a 20, en la superficie adaxial de la escama, erectos (la micropila mirando hacia afuera del eje del cono), en algunos el óvulo puede estar invertido eventualmente. Arquegonios variables en número por óvulo, agrupados. Semillas con 2 (raramente 3) alas laterales (alas ausentes en algunos géneros), embrión derecho, cotiledones de 2 a 15.

## Ecología
Es una familia cosmopolita de climas cálidos a templado frescos. Unas 3 cuartas partes de las especies ocurren en el Hemisferio Norte. Unos 16 géneros contienen una sola especie, y muchas de ellas tienen distribuciones restringidas. 
Los miembros de esta familia crecen en hábitats diversos, de tierras húmedas a suelos secos, y del nivel del mar a altas elevaciones en regiones montañosas. 
Cupressaceae incluye a las plantas más grandes de la Tierra, Sequoia sempervirens, de casi 112 m de alto y 6,7 m de diámetro, y el más grande (Sequoiadendron giganteum, 106 m de alto y 11,4 m de diámetro). Algunas especies viven 2000-3500 años o más.

## Filogenia
Introducción teórica en Filogenia
La familia fue durante mucho tiempo dividida en Cupressaceae sensu stricto y Taxodiaceae sobre la base de las diferencias entre sus hojas. Cupressaceae s.s. tiene hojas opuestas y como escamas o espiraladas y lineales, mientras que Taxodiaceae tiene mayormente hojas espiraladas y lineales. Las hojas de Metasequoia (Taxodiaceae) sin embargo son opuestas, y las de Athrotaxis (Taxodiaceae) pueden ser escamas. Hay numerosas similitudes (y potenciales sinapomorfías) que unen a estas familias: la fusión de la escama del cono y la bráctea, las alas laterales en las semillas derivadas de la cubierta de la semilla, los microsporangios dos o más por microsporofilo, más de dos semillas por escama del cono, el desprendimiento de las ramas pequeñas, los arquegonios agrupados, los granos de polen sin alas, las escamas del cono peltadas en muchos géneros, y caracteres de secuencias de ADN (Brunsfeld et al. 1994, Eckenwalder 1976, Hart 1987, Stefanovic et al. 1998, Tsumura et al. 1995, Watson y Eckenwalder 1993). Finalmente, Cupressaceae s.s. es monofilético y probablemente surgió de un asemblaje parafilético, las "taxodiáceas". Entonces la evidencia muestra que hay que unir a las dos familias. 
Cupressaceae s.s. se divide en dos clados con buen sostén: el clado cupresoide, con todos los grupos del Hemisferio Norte, y el clado callitroide, comprendiendo todos los taxones del Hemisferio Sur. Cupressaceae s.s. es el grupo hermano del clado de tres géneros taxodioides: Taxodium, Glyptostrobus, y Cryptomeria. Taxodium crece en el este de Estados Unidos y México y, como su género hermano Glyptostrobus (del sur y centro de China), es caduco. Cryptomeria crece en un rango amplio en China y Japón. Otro trío bien sostenido de géneros que divergieron temprano en la evolución de Cupressaceae es el clado sequoioide de Metasequoia, Sequoia y Sequoiadendron. Metasequoia estuvo ampliamente distribuida y es uno de los géneros más comunes de Cupressaceae en el Hemisferio Norte desde el Cretácico tardío al Mioceno. Su rango nativo es ahora restringido a una región aislada de China del centro-oeste, y se conoció fuera de su rango nativo solo como fósil hasta 1944. Su hábito caduco parece haber evolucionado en paralelo a aquel de Taxodium y Glyptostrobus. Sequoia y Sequoiadendron, como Metasequoia y muchos otros géneros, contienen solo una especie cada uno y están muy geográficamente limitados. Sequoia está restringido a las regiones costeras del norte de California y el sur de Oregón y Sequoiadendron a las regiones montañosas de California central. Cunninghamia, un género de unas tres especies del sudeste de Asia, es hermano al resto de la familia. 
Juniperus es miembro del clado cupressoide y el segundo más grande género de coníferas después de Pinus. Los juníperos están mayormente confinados al Hemisferio Norte, con centros de diversidad en los desiertos de México y el sudoeste de Estados Unidos, el Mediterráneo, y Asia central y China. Sus especies se encuentran desde el nivel del mar hasta por la línea de los árboles en las alturas, y de desiertos a pantanos. Algunas especies de este género son plaga y han invadido millones de acres de tierras labradas. Los conos jugosos de los juníperos son consumidos por pájaros y pequeños mamíferos, y se sospecha que el transporte a larga distancia por pájaros ha transportado al género a islas del Atlántico como las Azores, Bermuda, y las islas Canarias.
Los juníperos son hermanos del género del Viejo Mundo Cupressus, que anteriormente incluía 16 especies del oeste de Norte y Sudamérica. Estas especies del Nuevo Mundo han sido transferidas a Callitropsis. Callitropsis nootkatensis ha sido difícil de ubicar taxonómicamente debido a su morfología distintiva. Esta importante especie maderable del noroeste de Norteamérica ha sido ubicada en Chamaecyparis, en Cupressus y en Xanthocyparis. Su pariente más cercano puede ser una especie recientemente descripta de bosques del norte de Vietnam, Callitropsis vietnamensis.
Sciadopitys, fue tradicionalmente ubicado en "Taxodiaceae". Las hojas de este género parece fusionadas en pares pero probablemente estas estructuras pareadas son una especie de tallo modificado. Numerosas diferencias morfológicas, moleculares y de otros tipos argumentan para su estatus de familia separada (Stefanovic et al. 1998), como las Sciadopityaceae.

## Taxonomía
Introducción teórica en Taxonomía
29 (quizás 32) géneros, unas 110 a 130 especies. Los géneros más representados son Juniperus (cerca de 68 especies), Callitropsis (18 especies), Callitris (15 especies), Cupressus (12 especies), Chamaecyparis (7 especies), Thuja (5 especies), Taxodium (3 especies), Sequoia (1 especie) y Sequoiadendron (1 especie).
La clasificación, según Christenhusz et al. 2011, que también provee una secuencia lineal de las gimnospermas hasta género:
- Familia 11. Cupressaceae Gray, Nat. Arr. Brit. Pl. 2: 222. (1822), nom. cons. Tipo: Cupressus L. Sinónimos: Juniperaceae J.Presl & C.Presl, Delic. Prag. : 142 (1822). Tipo: Juniperus L. Thujaceae Burnett, Outl. Bot.: 502, 1149 (1835). Tipo: Thuja L. Cunninghamiaceae Siebold & Zucc., Fl. Jap. 2: 1, 3 (1842). Tipo: Cunninghamia R.Br. Taxodiaceae Saporta, Ann. Sci. Nat.,Bot., ser. 5, 4: 44 (1865), nom. cons. Tipo: Taxodium Rich. Sequoiaceae C.Koch ex Luerss., Grundz. Bot.: 265 (1877). Tipo: Sequoia Endl. Cryptomeriaceae Gorozh., Lekts. Morf. Sist. Archegon.: 88 (1904). Tipo: Cryptomeria D.Don. Thujopsidaceae Bessey, Nebraska Univ. Stud. 7: 325 (1907). Tipo: Thujopsis Siebold & Zucc. ex Endl. Actinostrobaceae Lotsy, Vortr. Bot. Stammesgesch. 3: 98 (1911). Tipo: Actinostrobus Miq. Callitridaceae Seward, Fossil Pl. 4: 124, 151, 336 (1919). Tipo: Callitris Vent. Limnopityaceae Hayata, Bot. Mag. (Tokyo) 46: 25. 1932. Tipo: Taxodium Rich. Taiwaniaceae Hayata, Bot. Mag. (Tokyo) 46: 26 (1932). Tipo: Taiwania Hayata. Tetraclinaceae Hayata, Bot. Mag. (Tokyo) 46: 27 (1932). Tipo: Tetraclinis Masters. Microbiotaceae Nakai, Tyosen-Sanrin 165: 13 (1938). Tipo: Microbiota Komarov. Metasequoiaceae S.Miki ex Hu & W.C.Cheng, Bull. Fan Mem. Inst. Biol., ser. 2, 1: 154 (1948). Tipo: Metasequoia Hu & W.C.Cheng. Athrotaxidaceae Doweld, Prosyllab. Tracheophyt.: xix (2001). Tipo: Athrotaxis D.Don. Libocedraceae Doweld, Novosti Sist. Vyssh. Rast. 33: 42 (2001). Tipo: Libocedrus Endl. Neocallitropsidaceae Doweld, Prosyllab. Tracheophyt.: xx (2001). Tipo: Neocallitropsis Florin. Widdringtoniaceae Doweld, Prosyllab. Tracheophyt.: xx (2001). Tipo: Widdringtonia Endl. Arceuthidaceae A.V.Bobrov & Melikian, Komarovia 4: 79 (2006). Tipo: Arceuthos Antoine & Kotschy. Diselmaceae A.V.Bobrov & Melikian, Komarovia 4: 96 (2006). Tipo: Diselma Hook.f. Fitzroyaceae A.V.Bobrov & Melikian, Komarovia 4: 80 (2006), ‘Fitz-Royaceae’. Tipo: Fitzroya Hook.f. ex Lindl. Pilgerodendraceae A.V.Bobrov & Melikian, Komarovia 4: 87 (2006). Tipo: Pilgerodendron Florin. Platycladaceae A.V.Bobrov & Melikian, Komarovia 4: 97 (2006). Tipo: Platycladus Spach

29 géneros, cerca de 130 species, casi cosmopolita. Esta secuencia está basada en los árboles filogenéticos de Gadek et al. (2000) y Little et al. (2004).
- 11.1. Cunninghamia R.Br. in L.C.M. Richard, Comm. Bot. Conif. Cycad. 149 (1826), nom. cons., non Schreb. (1791), nom. rej. Tipo: C. sinensis R.Br., nom. illeg. (≡ C. lanceolata (Lamb.) Hook., ≡ Pinus lanceolata Lamb.) Sinónimos: Belis Salisb., Trans. Linn. Soc. London 8: 315 (1807), nom. rej. Tipo: B. jaculifolia Salisb., nom. illeg. (≡ Pinus lanceolata Lamb.) Jacularia Raf., Gard. Mag. & Reg. Rural Domest. Improv. 8: 247 (1832), nom. illeg. Raxopitys J.Nelson, Pinaceae : 97 (1866) Tipo: R. cunninghamii J.Nelson, nom. illeg. (≡ Pinus lanceolata Lamb.)

- 11.2. Taiwania Hayata, J. Linn. Soc., Bot. 37: 330 (1906). Tipo: T. cryptomerioides Hayata

- 11.3. Athrotaxis D.Don, Ann. Nat. Hist. 1: 234 (1838). Tipo: A. selaginoides D.Don

- 11.4. Metasequoia Hu & W.C.Cheng, Bull. Fan Mem. Inst. Biol., ser. 2, 1(2): 154 (1948), nom. cons., non Miki (1941, nom. rej. = fósil). Tipo: M. glyptostroboides Hu & W.C.Cheng, nom. & typ. cons.

- 11.5. Sequoia Endl., Syn. Conif.: 197 (1847), nom. cons. Tipo: S. sempervirens (D.Don) Endl. (≡ Taxodium sempervirens D.Don)

- 11.6. Sequoiadendron J.Buchholz, Amer. J. Bot. 26: 536 (1939), nom. cons. prop. Tipo: S. giganteum (Lindl.) J.Buchholz (≡ Wellingtonia gigantea Lindl.) Sinónimos: Wellingtonia Lindl., Gard. Chron. 1853: 823 (1853), nom. illeg., non Meisn. (1840). Tipo: W. gigantea Lindl. Americus Hanford, Great Calif. Tree: 6 (1854), nom. rej. prop. Tipo: A. gigantea (Lindl.) Hanford (≡ Sequoiadendron giganteum (Lindl.) J.Buchholz ≡ Wellingtonia gigantea Lindl.) Washingtonia Winslow, Calif. Farmer 2: 58 (1854), nom. inadmis., non Raf. ex J.M.Coulter (1900), nom. cons. Tipo: W. californica (≡ Sequoiadendron giganteum (Lindl.) J.Buchholz ≡ Wellingtonia gigantea Lindl.)

- 11.7. Cryptomeria D.Don, Ann. Nat. Hist. 1: 233 (1838). Tipo: C. japonica (Thunb. ex L.f.) D.Don (≡ Cupressus japonica Thunb. ex L.f.)

- 11.8. Glyptostrobus Endl., Syn. Conif.: 69 (1847). Tipo: Taxodium japonicum Brongn., nom. illeg., non (L.f.) Brongn. (= G. pensilis (Staunton ex D.Don) K.Koch)

- 11.9. Taxodium Rich., Ann. Mus. Natl. Hist. Nat. 16: 298 (1810). Tipo: T. distichum (L.) Rich. (≡ Cupressus disticha L.) Sinónimos: Schubertia Mirb., Nouv. Bull. Sci. Soc. Philom. Paris 3: 123 (1812), nom. rej. Tipo: S. disticha (L.) Mirb. (≡ Cupressus disticha L.) Cuprespinnata J.Nelson, Pinaceae : 61 (1866), nom. illeg. Tipo: C. disticha (L.) J.Nelson (≡ Taxodium distichum (L.) Rich. ≡ Cupressus disticha L.)

- 11.10. Papuacedrus H.L.Li, J. Arnold Arbor. 34: 25 (1953). Tipo: P. papuana (F.Muell.) H.L.Li (≡ Libocedrus papuana F.Muell.)

- 11.11. Austrocedrus Florin & Boutelje, Acta Horti Berg. 17(2): 28 (1954). Tipo: A. chilensis (D.Don) Pic.Serm. & Bizzarri (≡ Thuja chilensis D.Don)

- 11.12. Libocedrus Endl., Syn. Conif.: 42 (1847). Tipo: L. doniana Endl., nom. illeg. (≡ L. plumosa (D.Don) Sarg. ≡ Dacrydium plumosum D.Don) Sinónimo: Stegocedrus Doweld, Novit. Syst. Pl. Vasc. 33: 42 (2001). Tipo: S. austrocaledonica (Brongn. & Gris) Doweld (≡ Libocedrus austrocaledonica Brongn. & Gris).

- 11.13. Pilgerodendron Florin, Svensk Bot. Tidskr. 24: 132 (1930). Tipo: P. uviferum (D.Don) Florin (≡ Juniperus uvifera D.Don)
- 11.14. Widdringtonia Endl., Gen. Pl. Suppl. 2: 25 (1842). Tipo: W. cupressoides (L.) Endl. ( = Thuja cupressoides L.) Sinónimos: Pachylepis Brongn., Ann. Sci. Nat. (Paris) 30: 189 (1833), nom. illeg., non Less. (1832). Tipo: P. cupressoides (L.) Brongn. (≡ Widdringtonia cupressoides (L.) Endl. ≡ Thuja cupressoides L.) Parolinia Endl., Gen. Pl. Suppl. 1: 1372 (1841), nom. illeg., non Webb (1840, Brassicaceae). Tipo: Thuja cupressoides L.

- 11.15. Diselma Hook.f., Fl. Tasmaniae 1(5): 353 (1857). Tipo: D. archeri Hook.f.

- 11.16. Fitzroya Hook.f. ex Lindl., J. Hort. Soc. London 6: 264 (1851), como ‘Fitz-Roya’, nom. & orth. cons. Tipo: F. patagonica Hook.f. ex Lindl. (= F. cupressoides (Molina) I.M.Johnst. ≡ Pinus cupressoides Molina) Sinónimo: Cupresstellata J.Nelson, Pinaceae: 60 (1866). Tipo: Cupresstellata patagonica (Hook.f. ex Lindl.) J.Nelson (≡ Fitzroya patagonica Hook.f. ex Lindl.)

- 11.17. Callitris Vent., Decas Gen. 10 (1808). Tipo: C. rhomboidea R.Br. ex Rich. & A.Rich. Sinónimos: Frenela Mirb., Mém. Mus. Hist. Nat. 13: 30, 74 (1825), nom. illeg. Tipo: Frenela rhomboidea (R.Br. ex Rich & A.Rich.) Endl., por tipificación (≡ Callitris rhomboidea R.Br. ex Rich. & A.Rich.) Cyparissia Hoffmanns., Preis-Verzeichn. Pfl., ed. 7: 20 (1833), nom. illeg. Tipo: C. australis (Pers.) Hoffmanns. (≡ Cupressus australis Pers. = Callitris rhomboidea R.Br. ex Rich. & A.Rich.) Octoclinis F.Muell., Trans. & Proc. Philos. Inst. Victoria 2(1): 21 (1857). Tipo: O. macleayana F.Muel l. Laechhardtia Gordon, Pinetum Suppl.: 40 (1862). Tipo: L. macleayana Gordon, nom. illeg. (≡ Frenela variabilis Carr.) Nothocallitris A.V.Bobrov & Melikian, Komarovia 4: 85 (2006). Tipo: N. sulcata (Parl.) A.V.Bobrov & Melikian (≡ Callitris sulcata Parl.).

- 11.18. Actinostrobus Miq. en J.G.C. Lehmann, Pl. Preiss. 1: 644 (1845). Tipo: A. pyramidalis Miq.

- 11.19. Neocallitropsis Florin, Palaeontographica, Abt. B, Paläophytol. 85B: 590 (1944). Tipo: N. araucarioides (Compton) Florin (≡ Callitropsis araucarioides Compton) Sinónimo: Callitropsis Compton, J. Linn. Soc., Bot. 45: 432 (1922), nom. illeg., non Oersted (1864). Tipo: C. araucarioides Compton

- 11.20. Thujopsis Siebold & Zucc. ex Endl., Gen. Suppl. 2: 24 (1842), nom. cons. Tipo: T. dolabrata (Thunb. ex L.f.) Siebold & Zucc. (≡ Thuja dolabrata Thunb. ex L.f.) Sinónimo: Dolophyllum Salisb., J. Sci. Arts (London) 2: 313 (1817), nom. rej. Tipo: Thuja dolabrata Thunb. ex L.f.

- 11.21. Thuja L., Sp. Pl. 2: 1002 (1753). Tipo: T. occidentalis L. Thya Adans., Fam. Pl. 2: 480 (1763), nom. illeg.

- 11.22. Fokienia A.Henry & H.H.Thomas, Gard. Chron., ser. 3. 49: 67 (1911). Tipo: F. hodginsii (Dunn) A.Henry & H.H.Thomas (≡ Cupressus hodginsii Dunn)

- 11.23. Chamaecyparis Spach, Hist. Nat. Vég. Phan. 11: 329 (1841). Tipo: C. sphaeroidea Spach, nom. illeg. (≡ C. thyoides (L.) Britton, Sterns & Poggenb. ≡ Cupressus thyoides L.). Sinónimos: Retinispora Siebold & Zucc., Fl. Jap. 2: 36 (1844). Tipo: R. obtusa Siebold & Zucc. Shishindenia Makino ex Koidz., Acta Phytotax. Geobot. 9: 101 (1940). Tipo: S. ericoides (Boehm.) Makino ex Koidz. (≡ Chamaecyparis obtusa var. ericoides Boehm.).

Nota: Chamaecyparis obtusa 'Ericoides' es un cultivar, no una variedad natural de C. obtusa.
- 11.24. Cupressus L., Sp. Pl. 2: 1002 (1753). Tipo: C. sempervirens L. Sinónimos: Callitropsis Oerst., Vidensk. Meddel. Dansk Naturhist. Foren. Kjøbenhavn 1864: 32. (1864), nom. rej. prop. Tipo: C. nootkatensis (D.Don) Florin (≡ Cupressus nootkatensis D.Don). Xanthocyparis Farjon & T.H.Nguyên, en Farjon et al., Novon 12: 179 (2002), nom. cons. prop. Tipo: X. vietnamensis Farjon & T.H.Nguyên. Tassilicyparis A.V.Bobrov & Melikian, Komarovia 4: 72 (2006). Tipo: T. dupreziana (A.Camus) A.V.Bobrov & Melikian (≡ Cupressus dupreziana A.Camus). Platycyparis A.V.Bobrov & Melikian, Komarovia 4: 73 (2006). Tipo: P. funebris (Endl.) A.V.Bobrov & Melikian (≡ Cupressus funebris Endl.). Hesperocyparis Bartel & R.A.Price, Phytologia 91: 179 (2009). Tipo: H. macrocarpa (Hartw. ex Gordon) Bartel (≡ Cupressus macrocarpa Hartw. ex Gordon) Neocupressus de Laub., Novon 19: 301 (2009), nom. illeg. Tipo: N. macrocarpa (Hartw. ex Gordon) de Laub. (≡ Cupressus macrocarpa Hartw. ex Gordon)

Nota: Adams et al. (2009) mostró que Cupressus formaba dos clados: el clado del Viejo Mundo de Cupressus era hermano de Juniperus, mientras que el clado del Nuevo Mundo de Cupressus (Hesperocyparis) inclía a Xanthocyparis vietnamensis y a Callitropsis nootkatensis. Sin embargo, Mao et al. (2010) mostró que Cupressus en su sentido más amplio incluyendo a Xanthocyparis y a Callitropsis es monofilético con sustento débil. Hasta que se llegue a la resolución de la posición filogenética de Cupressus, aquí se toma una opción conservativa y se decide posicionar a Cupressus en sentido amplio, incluyendo a Callitropsis, Hesperocyparis y a Xanthocyparis.
- 11.25. Juniperus L., Sp. Pl. 2: 1038 (1753). Tipo: J. communis L. Sinónimos: Sabina Mill., Gard. Dict. Abr., ed. 4, 3 (1754). Tipo: S. vulgaris Antoine (≡ Juniperus sabina L.) Cedrus Duhamel, Traité Arb. Arbust. 1: xxviii, 139. t. 52 (1755), nom. rej. Tipo: No designado. Thujiaecarpus Trautv., Pl. Imag. 11 (1844). Tipo: T. juniperinus Trautv., nom. illeg. (= Juniperus oblonga M.Bieb. = J. communis var. saxatilis Pall.). Arceuthos Antoine & Kotschy, Oesterr. Bot. Wochenbl. 4: 249 (1854). Tipo: A. drupacea (Labill.) Antoine & Kotschy (≡ Juniperus drupacea Labill.) Sabinella Nakai, Tyosen-Sanrin 165: 14 (1938). Tipo: S. phoenicea (L.) Nakai (≡ Juniperus phoenicea L.)

- 11.26. Calocedrus Kurz, J. Bot. 11: 196 (1873). Tipo: C. macrolepis Kurz Sinónimo: Heyderia C.Koch, Dendrologie 2(2): 177 (1873), nom. illeg., non Link (1833, fungus). Tipo: H. decurrens (Torrey) C.Koch (≡ Calocedrus decurrens (Torrey) Florin ≡ Libocedrus decurrens Torrey).
- 11.27. Tetraclinis Masters, J. Roy. Hort. Soc. 14: 250 (1892). Tipo: T. articulata (Vahl) Masters (≡ Thuja articulata Vahl)

- 11.28. Platycladus Spach, Hist. Nat. Vég. Phan. 11: 333 (1841). Tipo: P. stricta Spach, nom. illeg. (= P. orientalis (L.) Franco ≡ Thuja orientalis L.) Sinónimos: Biota (D.Don) Endl., Syn. Conif.: 46 (1847), nom. illeg., non Cass. (1825). Tipo: B. orientalis (L.) Endl. (≡ Thuja orientalis L.)

- 11.29. Microbiota Komarov, Bot. Mater. Gerb. Glavn. Bot. Sada RSFSR 4(23/24): 180 (1923). Tipo: M. decussata Komarov

## Importancia económica
La familia produce madera altamente valorada. Cryptomeria, Chamaecyparis, Juniperus, Sequoia, Taxodium, Thuja y muchos otros géneros son aptos para construcción de viviendas, de vías de ferrocarril, para tablones de pisos y puertas, ataúdes, "shingles", construcción de barcos, paneles de revestimiento, lápices de madera, y muchos otros propósitos. 
Muchas maderas de esta familia tienen fragancias naturales y han sido usadas como antipolillas naturales en armarios y cofres y en la manufactura de perfumes. 
Los conos de Juniperus communis son usados para saborizar la ginebra. 
El polen de Juniperus contiene uno de los más potentes alérgenos que se transportan por aire, y el tremento monto de polen producido por este género está altamente correlacionado con alergias nasales, del sinus y pulmonares en humanos y animales domésticos. 
Chamaecyparis, Cupressus, Juniperus, Platycladus, Thuja y otros géneros han sido cultivados extensivamente como ornamentales.

## Enfermedades
La principal enfermedad que afecta a las cupresáceas de todo el mundo es el llamado chancro del ciprés, provocado por hongos del género Seiridium, especialmente Seiridium cardinale. El hongo se instala bajo la corteza, en los tejidos conductores de ramas y troncos, y puede acabar provocando la seca de parte de la copa o incluso de todo el árbol.
Las cupresáceas también son susceptibles al ataque de varias Phytophthoras, que provocan la podredumbre de raíces,  y/o chancros en el cuello o el tronco, que también pueden acabar con la vida del árbol. Mucho menos agresivos, también Sphaeropsis sapinea (=Diplodia pinea), Kabatina thujae y K. juniperi pueden provocar la defoliación y seca de ramillos.